# 小西敏郎
小西 敏郎（こにし としろう、1947年(昭和22年) - ）は、日本の医師である。東京医療保健大学教授・副学長。博士（医学）。専門は、消化器外科。

## 経歴
石川県・金沢に生まれる。1972年東京大学医学部卒業。東京大学医学部第二外科に入局し、同助教授を経て、1998年に関東逓信病院（現NTT東日本関東病院）に赴任。電子カルテやクリニカルパスの普及に努め、2010年には大学教授ではないにもかかわらず日本臨床外科学会総会会長をつとめた。2013年より東京医療保健大学副学長。
- 1965年(昭和40年) 金沢大学附属高等学校卒業
- 1972年(昭和47年) 東京大学医学部卒業
- 1973年(昭和48年) 癌研究会附属病院外科研修医
- 1975年(昭和50年) 東京大学医学部第二外科入局
- 1981年(昭和56年) 東京都立駒込病院外科
- 1985年(昭和60年) 東京大学医学部第二外科講師
- 1990年(平成2年) 米ハーバード大学外科教室留学
- 1996年(平成8年) 東京大学医学部第二外科助教授、同年公立昭和病院外科主任医長
- 1998年(平成10年) 関東逓信病院（現NTT東日本関東病院）外科部長
- 2002年(平成14年) 関東逓信病院（現NTT東日本関東病院）副院長
- 2013年(平成25年) 東京医療保健大学副学長・医療栄養学科長

## 主な役職
- 日本環境感染学会理事長
- NPO法人キャンサー・ネット・ジャパン代表理事

## 著書
- 『消化器疾患ビジュアルブック』（共編・学研メディカル秀潤社）
- 『電子カルテで変わる日本の医療』（共同監修・インターメディカ）
- 『外科クリニカルパスの実際』（共編・金原出版）
- 『オペナースのための“イイトコ取り"解剖図: イラスト&画像で各科の手術がバッチリ!』（監修・メディカ出版）